# The Linux Game Tome
The Linux Game Tome era un sitio web que proporcionaba una exhaustiva lista de videojuegos para Linux.

## Historia
El sitio fue lanzado por Tessa Lau en 1995. Tessa recopiló juegos de los directorios de juegos para Linux de SunSITE y juegos clásicos de X11 para una base de datos de sólo unos 100 juegos.
En 1998, el mantenimiento pasó a manos de Bob Zimbinski quien se ha hecho cargo del sitio desde entonces.
La base de datos contenía más de 2 800 juegos y elementos relacionados e incluía un sistema de calificaciones de usuarios, foros de discusión y un canal de IRC.
Además proporcionaba foros para desarrolladores de videojuegos y había organizado varios proyectos para rehacer videojuegos para Linux como Lincity.
El 25 de marzo de 2013 se anunció que la web sería cerrada en abril de ese mismo año. La web había estado sin actualizarse varios meses antes de este anuncio.